# Елза Жиглевиць
Елза Жиглевиць (латис. Elza Žiglevica; 24 серпня 1898, Яунберзька волость — 29 жовтня 1919, Рига) — латвійська студентка. Працівниця Латвійського жіночого корпусу допомоги. Нагороджена Військовим орденом Лачплесиса (посмертно).

## Життєпис
Народилася 24 серпня 1898 року в Яунберзькій волості в сім'ї лікаря. Дитинство провела у Слоці. Навчалася у Ризькій гімназії ім. Ломоносова та в Московській гімназії фон Дервіза. У 1917 році повернулася до Риги. 1918 року працювала англійською референткою у Латвійській пресі. У 1919 році вступали до Латвійського університету.
З початком наступу Бермондта вступила до Латвійського жіночого корпусу допомоги. 10 жовтня 1919 року, незважаючи на інтенсивний артилерійський обстріл, доставляла їжу солдатам на позиціях Даугавмали і була тяжко поранена. Внаслідок поранення втратила ногу. Померла у лікарні 29 жовтня 1919 року. Була похована з військовими почестями на Великому цвинтарі. У 1928 році посмертно нагороджена орденом Лачплесиса (одна з трьох жінок, удостоєних цього ордену — вищої військової нагороди Латвії). У зв'язку з тим, що орден Лачплесіса присвоювався лише військовим, Елза Жиглевиць посмертно була зарахована до армії.
Разом з іншими 17 студентами ім'я Елзи Жиглевиць вигравіруване на пам'ятній плиті біля входу до Малої зали Латвійського університету.